# Eugène Vaulot
Pour les articles homonymes, voir Vaulot.
Eugène Vaulot, né le 1er juin 1923 à Paris et mort le 2 mai 1945 à Berlin, est un militaire français qui a participé à la Seconde Guerre mondiale dans les rangs du Troisième Reich.

## Biographie
Plombier de métier, il s'engage dans la Légion des volontaires français contre le bolchevisme (LVF) durant l'été 1941 et rejoint par la suite la 33e Waffen-Grenadier-Division de la SS Charlemagne.
Lors de la bataille de Berlin, Eugène Vaulot reçoit la Croix de chevalier de la Croix de fer pour s'être distingué dans la destruction de plusieurs chars de combat ennemis.
Il est tué à Berlin dans la nuit du 1er au 2 mai 1945, quelques heures avant la capitulation des derniers défenseurs de la ville.